# Julián Gorospe
Julián Gorospe Artabe El rubio de Mañaria (Mañaria, 22 marzo 1960) è un ex ciclista su strada e dirigente sportivo spagnolo.
Vinse una tappa al Tour de France 1986 e due alla Vuelta a España 1984; nella corsa a tappe spagnola indossò anche per nove volte la maglia amarillo, simbolo del primato in classifica generale, nelle edizioni del 1983 e del 1990.
Dotato di ottime caratteristiche da cronoman, riuscì ad aggiudicarsi molte brevi corse a tappe iberiche, fra cui due edizioni della Vuelta al País Vasco, nel 1983 e 1990 (salendo sul podio anche nelle edizioni del 1982, 1987 e 1988), ed in generale a salire, spesso, sul podio di importanti brevi corse a tappe spagnole e francesi, fra cui vanno menzionate la Volta Ciclista a Catalunya 1982, 1985, il Grand Prix du Midi Libre 1987, la Parigi-Nizza 1988 e il Tour Méditerranéen 1991.
In cinque occasioni vestì la maglia della nazionale spagnola partecipando ai Campionati del mondo di ciclismo su strada.
Anche suo fratello Rubén Gorospe Artabe fu un ciclista professionista che corse nella sua stessa epoca e nelle stesse formazioni.
Dopo il ritiro dalle corse divenne direttore sportivo prima di una formazione dilettantistica, la Olarra, e poi della Euskaltel-Euskadi, storica formazione basca attiva dalla fine degli anni novanta fino agli inizi del secondo decennio del nuovo millennio.

## Palmares
- 1977 (Allievi, una vittoria)

Campionati spagnoli allievi, Prova in linea
- 1980 (Café Baqué, una vittoria)

Grand Prix des Nations amateurs (cronometro)
- 1981 (Café Baqué, undici vittorie)

Ondarroa-Bermeo
Loinatz Proba
Memorial Valenciaga
San Martin Proba
Subida a Gorla
Campionato de Vizcaya
3ª tappa Vuelta a Vuzcaya
Classifica generale Vuelta a Vizcaya
3ª tappa Volta Ciclista da Ascension
Classifica generale Volta Ciclista da Ascension
Classifica Generale Vuelta Ciclista a Navarra
- 1982 (Reynolds, due vittorie)

5ª tappa, 2ª semitappa Vuelta al País Vasco (Lazkao > Lazkaomendi, cronometro)
3ª tappa, 2ª semitappa Vuelta Ciclista a Aragon (Calatorao > Calatorao, cronometro)
- 1983 (Reynolds, otto vittorie)

Trofeo Masferrer
Gran Premio de Santander
Torrejón-Dyc - Clásica Segovia
5ª tappa, 2ª semitappaVuelta al País Vasco (Azpeitia > Alto de Regil, cronometro)
Classifica generale Vuelta al País Vasco
7ª tappa, 2ª semitappa Volta Ciclista a Catalunya (Igualada > Igualada, cronometro)
3ª tappa, 2ª semitappa Setmana Catalana (Torregrosa > Lerida, cronometro)
1ª tappa, 2ª semitappa Vuelta Burgos
- 1984 (Reynolds, otto vittorie)

Classifica generale Vuelta a Andalucia - Ruta Ciclista del Sol
Prologo Vuelta a los Valles Mineros (criterium)
Classifica generale Vuelta a los Valles Mineros
14ª tappa Vuelta a España (Lugones > Monte Naranco, cronometro)
18ª tappa, 2ª semitappa Vuelta a España (> Torrejón, cronometro)
5ª tappa, 2ª semitappa Vuelta al País Vasco (Beasain > Ibardin)
Prologo Tour Midi-Pyrénées (Toulous > Toulous, cronometro)
3ª tappa Tour Midi-Pyrénées (Montauban > Castres)
- 1985 (Reynolds, due vittorie)

Gran Premio de Llodio
Gran Premio de Bilbao
- 1986 (Reynolds, due vittorie)

18ª tappa Tour de France (Villard de Lans > Saint-Étienne)
Prologo Vuelta Asturias (Gijón > Gijón, cronometro)
- 1987 (Reynolds, due vittorie)

Klasika Primavera
1ª tappa Volta a Comunidade Galega (Vivero > Lalín)
- 1988 (Reynolds, una vittoria)

4ª tappa, 2 semitappa Vuelta a Cantabria (Astillero > Muriedes)
- 1990 (Banesto, due vittorie)

5ª tappa, 2ª semitappa Vuelta al País Vasco (Trapaga > Ibardin)
Classifica generale Vuelta al País Vasco
- 1992 (Banesto, una vittoria)

Trofeo Comunidad Foral de Navarra
- 1993 (Banesto, tre vittorie)

Classifica generale Vuelta a Andalucia - Ruta Ciclista del Sol
5ª tappa, 2ª semitappa Vuelta a la Comunidad Valenciana (Benicasim > Desierto Las Palmas, cronometro)
Classifica generale Vuelta a la Comunidad Valenciana

### Altri successi
- 1978 (Allievi, una vittoria)

Campionati spagnoli allievi, Crono a squadre (con Federico Etxabe Musatadi, Jon Koldo Urien Gómez e Juan María Eguiarte Soleagui)
- 1978 (Café Baqué, una vittoria)

Campionati spagnoli elite, Crono a squadre (con Sabino Angoitia Gaztelu, Jon Koldo Urien Gómez e Juan María Eguiarte Soleagui)
- 1985 (Reynolds, una vitoria)

Legazpia (criterium)
- 1987 (Reynolds, una vittoria)

Pavo de Fuenlabrada (criterium)
- 1992 (Banesto, una vittoria)

Trofeo Comunidad Foral de Navarra (criterium)
- 1993 (Banesto, una vittoria)

Trofeo Comunidad Foral de Navarra (criterium)
- 1994 (Banesto, una vittoria)

Alcalá de Chivert (criterium)

## Piazzamenti

### Grandi Giri
- Giro d'Italia

1991: 56º
- Tour de France

1983: ritirato (alla 10ª tappa)
1984: 52º
1986: 79º
1987: 83º
1988: 60º
1989: 62º
1990: ritirato (11ª tappa)
1992: 47º
1993: 74º
- Vuelta a España:

1982: 31º
1983: 12º
1984: 6º
1985: 11º
1986: ritirato (alla ?ª tappa)
1987: 30º
1988: 39º
1989: ritirato (alla ?ª tappa)
1990: 21º
1991: ritirato (alla ?ª tappa)
1992: 50º
1993: 29º

### Classiche monumento
- Milano-Sanremo

1987: 117º
- Liegi-Bastogne-Liegi

1988: 48º
1990: 109º

### Competizioni mondiali
- Campionati del mondo su strada

Goodwood 1982 - In linea: ?
Altenrhein 1983 - In linea: 46º
Barcellona 1984 - In linea: ?
Benidorm 1992 - In linea: ritirato
Oslo 1993 - In linea: ritirato
- Coppa del mondo su strada

1989: 68º